# Salmon River (Arthur River)
Der Salmon River ist ein Fluss im Nordwesten des australischen Bundesstaates Tasmanien.

## Geografie

### Flusslauf
Der rund 13 Kilometer lange Salmon River entspringt östlich der Lovells Creek Reserve und fließt in einem Bogen nach Westen um das Schutzgebiet herum durch unbesiedeltes Gebiet. Westlich des Schutzgebietes mündet er in den Arthur River.

### Nebenflüsse mit Mündungshöhen
Er hat folgende Nebenflüsse:
- Lovells Creek – 55 m